# Nothobranchius elucens
Nothobranchius elucens — вид коропозубоподібних риб родини нотобранхових (Nothobranchiidae). Описаний 2021 року.

## Поширення
Ендемік Уганди. Поширений у річці Асуа у басейні верхнього Нілу на півночі країни.

## Опис
Забарвлення тіла золотисто-сіре з лускою з коричневими краями, що створюють неправильні вертикальні смуги на тулубі; анальний плавець жовтий з коричневими плямами проксимально, з тонкою коричневою серединною смугою, за якою слідують тонка світло-блакитна піддистальна смуга і тонка чорна дистальна смуга; хвостовий плавець коричневий проксимально та медіально, за ним слідують тонка світло-блакитна піддистальна смуга та тонка чорна дистальна смуга; спинний плавець золотистий з неправильними коричневими смугами та вузькою світло-блакитною піддистальною смугою та з вузькою чорною дистальною смугою.